# چاپ مسطح

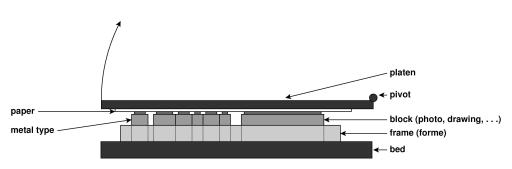
چاپ به روش لتر پرس

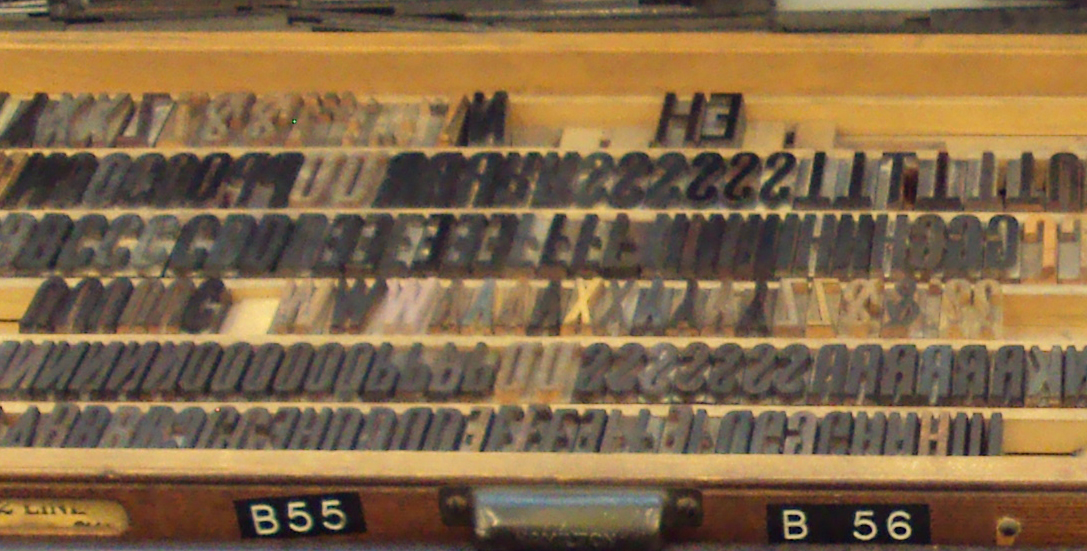
حروف سربی

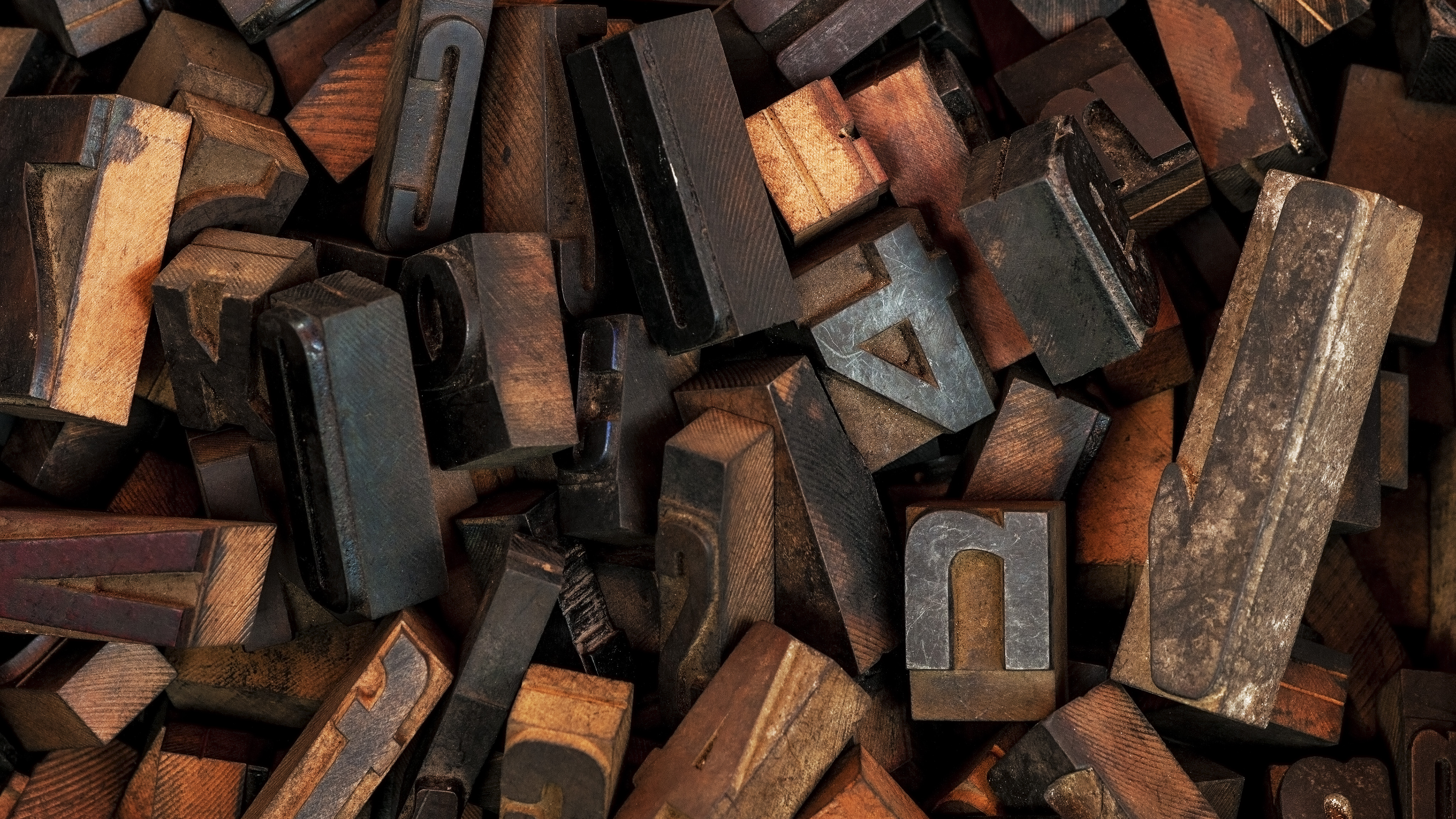
حروف چوبی

چاپ مسطح (به انگلیسی: letterpress printing) یکی از روش‌های چاپ برجسته از قدیمی‌ترین روش‌های چاپی است و تا اوایل ۱۹۷۰ عمده‌ترین روش چاپی بود که در سطح وسیعی مورد استفاده قرار می‌گرفت پیدایش چاپ افست و دیگر روش‌های چاپی به دلیل سرعت بیشتر و کیفیت بهتر و هزینه کمتر جایگزین چاپ برجسته یا لتر پرس شد.
در چاپ مسطح حروف مستقیماً با کاغذ تماس دارد.